# 蓬塔迪佩德拉斯

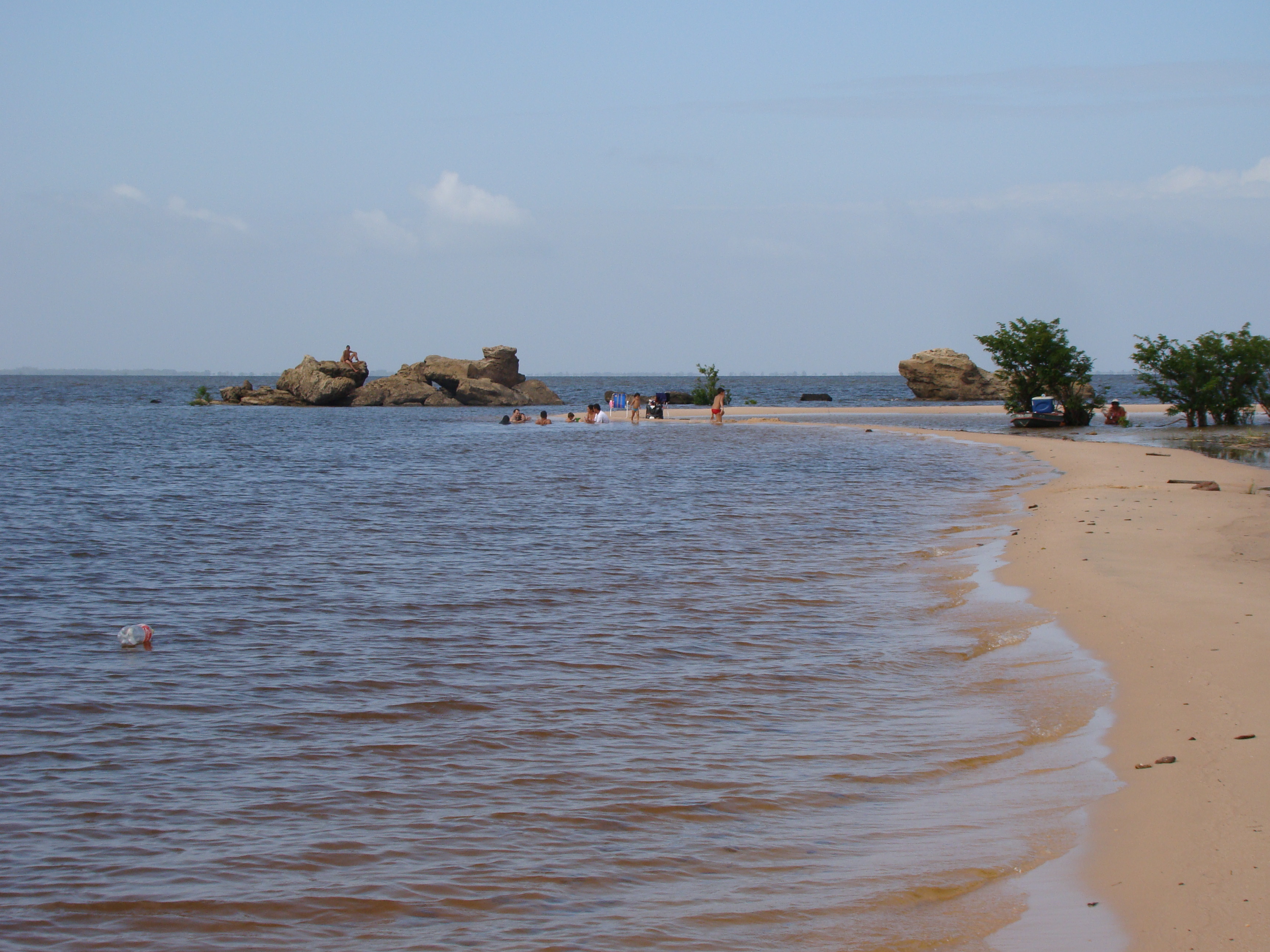
蓬塔迪佩德拉斯

1°23′24″S 48°52′15″W / 1.39000°S 48.87083°W
蓬塔迪佩德拉斯（葡萄牙語：Ponta de Pedras），是巴西的城鎮，位於該國北部，由帕拉州負責管轄，始建於1877年4月18日，面積3,365平方公里，海拔高度10米，2010年人口25,989，人口密度每平方公里7.72人。